# Davor Gerbus
Davor Gerbus (Zagreb, 18. studenoga 1997.) hrvatski je pjevač, glumac i YouTuber.

## Životopis
Rođen i odrastao u Zagrebu gdje je pohađao osnovnu i srednju školu. Široj javnosti postaje poznat 2014. godine putem YouTube kanala thelazyWAVE. U studenom 2015. godine, Davor postaje zaštitno lice brenda Joomboos velike medijske kuće 24sata. Upustio se i u voditeljske vode kao domaćin Online Talent Show-a Videostar uz pomoć poznate Hrvatske pjevačice Lane Jurčević. Na ljeto 2017. Davor je objavio prvu pjesmu "Isti san" što mu je privuklo veliki broj novih pratitelja. Nešto više od godinu dana nakon prvog hita Davor objavljuje drugu pjesmu pod nazivom "Mala". Obje pjesme napisao je Filip Dizdar. Davor se aktivno bavi YouTubeom te se na svojim društvenim mrežama posvetio putovanjima i putopisima. Poznato je da Davor danas živi u Sarajevu.

## Diskografija

### Singlovi
- "Isti san", 2017.
- "Mala", 2018.

## Filmografija

### Televizija
| Godina | Naslov   | Uloga | Opis                                  |
| ------ | -------- | ----- | ------------------------------------- |
| 2017   | Isti San | David | 10 epizoda-Joomboos originalna serija |
| 2018   | Isti San | David | 15 epizoda-Joomboos originalna serija |

### Sinkronizacija
| Godina | Naslov                | Uloga          | Bilješke                |
| ------ | --------------------- | -------------- | ----------------------- |
| 2019.  | Špijunaža i kamuflaža | sporedne uloge | hrvatska sinkronizacija |

## Vanjske poveznice
- Službeni kanal na YouTubeu,
- Davor Gerbus na Deezeru,
- Davor Gerbus na Spotifyu.